# Leptasterias arctica
Leptasterias arctica är en sjöstjärneart som först beskrevs av Murdoch 1885.  Leptasterias arctica ingår i släktet Leptasterias och familjen trollsjöstjärnor. Inga underarter finns listade i Catalogue of Life.